# Гергард Гоффманн
Гергард Гоффманн (нім. Gerhard Hoffmann; 6 листопада 1919, Ніден — 17 квітня 1945, Бреслау) — німецький льотчик-ас винищувальної авіації, лейтенант люфтваффе (1944). Кавалер Лицарського хреста Залізного хреста.

## Біографія
Після закінчення льотної школи зарахований в 4-у ескадрилью 52-ї винищувальної ескадри. Учасник Німецько-радянської війни, в тому числі на Кавказі, в Україні і Румунії. Загинув у бою.
Всього за час бойових дій збив 130 радянських літаків.

## Нагороди
- Нагрудний знак пілота
- Залізний хрест 2-го і 1-го класу
- Почесний Кубок Люфтваффе (9 серпня 1943)
- Німецький хрест в золоті (12 грудня 1943)
- Лицарський хрест Залізного хреста (14 травня 1944) — за 125 перемог.
- Авіаційна планка винищувача